# Vi Subversa
Vi Subversa (née Frances Sokolov le 20 juin 1935 et morte le 19 février 2016) était la chanteuse et la guitariste du groupe anarcho-punk Poison Girls.
Issue d'une famille juive d'Europe de l'Est, elle passe deux ans en Israël à la fin des années 1950 à travailler la céramique avec Nehemia Azaz à Beersheba.
Elle a deux enfants, Pete Fender et Gem Stone, tous deux membres des groupes punks Fatal Microbes et Rubella Ballet.